# 安康水库
安康水库位于中国陕西省安康市火石岩乡，是以发电为主，兼有防洪、航运等功能的大（一）型水库，又称瀛湖。安康水库为带状峡谷型水库，距下游丹江口水库260千米，距上游石泉水库170千米。
安康水电站是“七五”重点建设项目，由北京水电勘测设计院设计，中国水利水电第三工程局施工。